# Sándor Zombori
Sándor Zombori (ur. 31 października 1951 w Peczu) – węgierski piłkarz grający na pozycji pomocnika. W swojej karierze rozegrał 26 meczów w reprezentacji Węgier, w których strzelił 3 gole. Jest ojcem Zalána Zomboriego, także piłkarza, jednokrotnego reprezentanta Węgier.

## Kariera klubowa
Karierę piłkarską Zombori rozpoczął w klubie Pécsi MFC. W 1971 roku awansował do kadry pierwszego zespołu i w sezonie 1971/1972 zadebiutował w jego barwach w pierwszej lidze węgierskiej. W 1975 roku spadł z Pécsi MFC do drugiej ligi, a następnie odszedł do Vasasu Budapeszt. W sezonie 1976/1977 wywalczył z Vasasem swój jedyny w karierze tytuł mistrza kraju, a w 1981 roku zdobył z nim Puchar Węgier.
W 1982 roku Zombori wyjechał do Francji i został zawodnikiem tamtejszego klubu Montpellier HSC. W Montpellier występował w rozgrywkach drugiej ligi Francji. W 1985 roku zakończył w nim swoją karierę.

## Kariera reprezentacyjna
W reprezentacji Węgier Zombori zadebiutował 8 października 1975 roku w przegranym 2:4 towarzyskim meczu z Polską. W 1978 roku został powołany do kadry na Mistrzostwa Świata w Argentynie. Na Mundialu zagrał w trzech meczach: z Argentyną (1:2), z Włochami (1:3) i z Francją (1:3), w którym strzelił gola. Od 1975 do 1980 roku rozegrał w kadrze narodowej 26 meczów, w których strzelił 3 gole.
| Mecze i gole w reprezentacji | Mecze i gole w reprezentacji | Mecze i gole w reprezentacji | Mecze i gole w reprezentacji | Mecze i gole w reprezentacji | Mecze i gole w reprezentacji | Mecze i gole w reprezentacji |
| #                            | Data                         | Stadion                      | Rywal                        | Wynik                        | Gol                          | Rozgrywki                    |
| 1975                         | 1975                         | 1975                         | 1975                         | 1975                         | 1975                         | 1975                         |
| ---------------------------- | ---------------------------- | ---------------------------- | ---------------------------- | ---------------------------- | ---------------------------- | ---------------------------- |
| 1.                           | 08.10.1975                   | Łódź                         | Polska                       | 2:4                          | 0                            | towarzyski                   |
| 1977                         |                              |                              |                              |                              |                              |                              |
| 2.                           | 22.02.1977                   | Meksyk, Meksyk               | Meksyk                       | 1:1                          | 0                            | towarzyski                   |
| 3.                           | 27.02.1977                   | Buenos Aires, Argentyna      | Argentyna                    | 1:5                          | 1                            | towarzyski                   |
| 4.                           | 27.03.1977                   | Alicante, Hiszpania          | Hiszpania                    | 1:1                          | 0                            | towarzyski                   |
| 5.                           | 13.04.1977                   | Budapeszt, Węgry             | Polska                       | 2:1                          | 0                            | towarzyski                   |
| 6.                           | 20.04.1977                   | Budapeszt, Węgry             | Czechosłowacja               | 2:0                          | 0                            | towarzyski                   |
| 7.                           | 30.04.1977                   | Budapeszt, Węgry             | ZSRR                         | 2:1                          | 0                            | el. MŚ 1978                  |
| 8.                           | 18.05.1977                   | Tbilisi, ZSRR                | ZSRR                         | 0:2                          | 0                            | el. MŚ 1978                  |
| 9.                           | 28.05.1977                   | Budapeszt, Węgry             | Grecja                       | 3:0                          | 0                            | el. MŚ 1978                  |
| 10.                          | 05.10.1977                   | Budapeszt, Węgry             | Jugosławia                   | 4:3                          | 0                            | towarzyski                   |
| 11.                          | 12.10.1977                   | Budapeszt, Węgry             | Szwecja                      | 3:0                          | 0                            | towarzyski                   |
| 12.                          | 29.10.1977                   | Budapeszt, Węgry             | Boliwia                      | 6:0                          | 1                            | el. MŚ 1978 - baraż          |
| 13.                          | 09.11.1977                   | Praga, Czechosłowacja        | Czechosłowacja               | 1:1                          | 0                            | towarzyski                   |
| 14.                          | 30.11.1977                   | La Paz, Boliwia              | Boliwia                      | 3:2                          | 0                            | el. MŚ 1978 - baraż          |
| 1978                         |                              |                              |                              |                              |                              |                              |
| 15.                          | 15.04.1978                   | Budapeszt, Węgry             | Czechosłowacja               | 2:1                          | 0                            | towarzyski                   |
| 16.                          | 24.05.1978                   | Londyn, Anglia               | Anglia                       | 1:4                          | 0                            | towarzyski                   |
| 17.                          | 02.06.1978                   | Buenos Aires, Argentyna      | Argentyna                    | 1:2                          | 0                            | MŚ 1978                      |
| 18.                          | 06.06.1978                   | Mar del Plata, Argentyna     | Włochy                       | 1:3                          | 0                            | MŚ 1978                      |
| 19.                          | 10.06.1978                   | Mar del Plata, Argentyna     | Francja                      | 1:3                          | 1                            | MŚ 1978                      |
| 20.                          | 28.10.1978                   | Saloniki, Grecja             | Grecja                       | 1:4                          | 0                            | el. ME 1980                  |
| 21.                          | 15.11.1978                   | Frankfurt nad Menem, RFN     | RFN                          | 0:0                          | 0                            | towarzyski                   |
| 1979                         |                              |                              |                              |                              |                              |                              |
| 22.                          | 28.03.1979                   | Budapeszt, Węgry             | NRD                          | 3:0                          | 0                            | towarzyski                   |
| 23.                          | 04.04.1979                   | Chorzów, Polska              | Polska                       | 1:1                          | 0                            | towarzyski                   |
| 24.                          | 02.05.1979                   | Budapeszt, Węgry             | Grecja                       | 0:0                          | 0                            | el. ME 1980                  |
| 1980                         |                              |                              |                              |                              |                              |                              |
| 25.                          | 26.03.1980                   | Budapeszt, Polska            | Polska                       | 2:1                          | 0                            | towarzyski                   |
| 26.                          | 30.04.1980                   | Koszyce, Czechosłowacja      | Czechosłowacja               | 0:1                          | 0                            | towarzyski                   |